# Konrad Bayer
Konrad Bayer (ur. w 1932 w Wiedniu, zm. w 1964 tamże) – austriacki pisarz i poeta. Wraz z H.C. Artmannem i Oswaldem Wienerem członek założonego w 1952 roku artclubu. Jeden z członków Grupy Wiedeńskiej (Wiener Gruppe). W 1962 był redaktorem awangardowego czasopisma "edition 1962". W 1963 spędził kilka miesięcy we Francji, spotkał się tam z F. Hundertwasserem. W 1963 i 1964 odczyty na posiedzeniach "Gruppe 47". W 1964 popełnił samobójstwo.